# Chintamakalapalli, Srinivaspur
Chintamakalapalli là một làng thuộc tehsil Srinivaspur, huyện Kolar, bang Karnataka, Ấn Độ.